# Смерть Сесили (роман)
«Смерть Сесили» или, точнее, «Сесиль умерла» (фр. Cécile est morte) — роман Жоржа Сименона, впервые опубликованный в 1942 году. Входит в цикл произведений о комиссаре Мегрэ.

## Сюжет
Сесиль Маршан неожиданно обнаруживает, что квартиру, где она живёт вместе с больной тёткой, посещает кто-то чужой. Полицейские, которым было поручено вести наблюдение за этой квартирой, ничего подозрительного не заметили. Однако вскоре Сесиль и её родственницу находят убитыми...

## Адаптации
- «Смерть Сесили» (1967) — 1-й эпизод телесериала «Расследования комиссара Мегрэ». В роли Мегрэ — Жан Ришар.
- «Сесиль умерла» (1970) — телеспектакль, поставленный Вячеславом Бровкиным. В роли Мегрэ — Борис Тенин.
- «Смерть Сесили» (1989) — радиоспектакль, поставленный Вячеславом Бровкиным. В роли Мегрэ — Армен Джигарханян. Слушать онлайн
- «Мегрэ и смерть Сесиль» (1994) — 14-й эпизод телесериала «Мегрэ». В роли Мегрэ — Бруно Кремер.

## Издания на русском языке
- Перевод Н. Столяровой / Сименон Ж. Неизвестные в доме: Сб. — Мн.: Вышэйшая шк., 1989. — С. 275-392.